# John Atkinson Grimshaw
John Atkinson Grimshaw (Leeds (Yorkshire del Norte), 6 de septiembre de 1836-Leeds, 31 de octubre de 1893) fue un pintor imaginativo y notable británico de la época victoriana, conocido sobre todo por sus escenas nocturnas y paisajes.
Firmaba sus primeras pinturas como "JAG",  "J. A. Grimshaw" o "John Atkinson Grimshaw", hasta que se decidió finalmente por "Atkinson Grimshaw".

## Biografía
John Atkinson Grimshaw, nació en 9 Back Park Street, en Leeds, hijo de un policía retirado. Se casó en 1856 con su prima lejana Frances Hubbard (1835-1917). En 1861, con gran disgusto de sus padres, deja su trabajo en el Great Northern Railway, para iniciar su carrera artística como pintor. Comenzó a exponer en 1862, ayudado por la "Sociedad Filosófica y Literaria de Leeds", con pinturas, en su mayoría, de aves, frutas y flores. Grimshaw está principalmente influenciado por los pintores prerrafaelitas. Fiel a su estilo, que representa los colores y la iluminación en gran detalle. Posteriormente, pintó paisajes, de temporada o en un momento determinado.
Hacia 1870, por el éxito obtenido por sus obras, pudo alquilar una mansión del siglo XVII para convertirla en su residencia en Knostrop Old Hall, donde viviría hasta su muerte. A finales de la década de 1870, alquiló otra casa en Scarborough para permanecer en los meses de verano, a la que llamaba su "castillo junto al mar". Las dos localizaciones quedaron reflejadas en varios de sus cuadros.
Algunos de sus hijos, Arthur Grimshaw (1864–1913), Louis H. Grimshaw (1870–1944), Wilfred Grimshaw (1871–1937) y Elaine Grimshaw (1877–1970) fueron también pintores.

## Obra

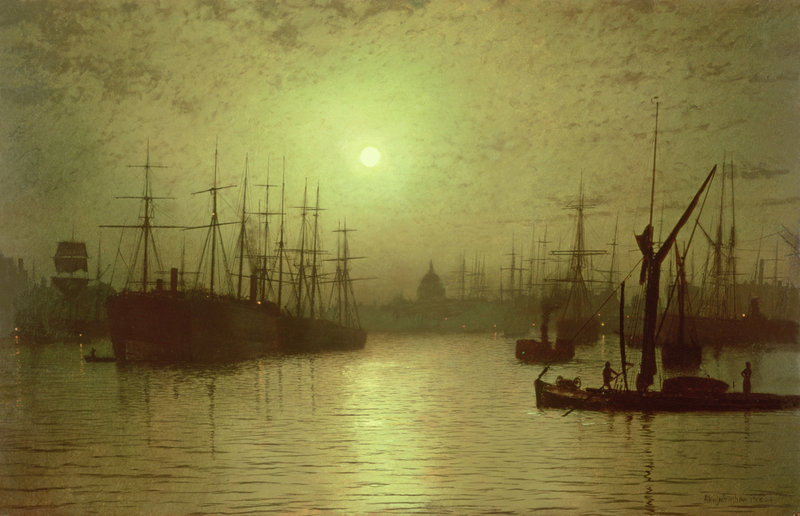
Anochecer en el Támesis (Nightfall on the Thames), 1880.

Grimshaw estuvo influenciado principalmente por los pintores prerrafaelitas, sobre todo por el pintor de paisajes John William Inchbold, también de Leeds. Fiel a este estilo, creó paisajes de colores precisos, luminosos, de vívido detalle y realismo, a veces, usando fotografías para asegurar la precisión. Pintó paisajes que tipificaban las estaciones o algún momento climático, escenas callejeras de la ciudad o los suburbios y vistas, a la luz de la luna, de los muelles de Londres, Leeds, Liverpool o Glasgow. Su cuidadosa pincelada y su habilidad para representar los efectos lumínicos le permitía capturar con gran detalle los aspectos y el ambiente de las escenas. Sus "cuadros de calles húmedas iluminadas con gas y de muelles entre la niebla, transmiten una extraña calidez y una alienación de la escena urbana".
Dulce Domum (1855), en cuyo reverso Grimshaw escribió, "pintado en su mayor parte con grandes dificultades", capta la música retratada en la pianista, atrae la vista deambulando por la sala ricamente decorada y se detiene en la joven sentada que escucha silenciosamente. Grimshaw pintó escenas de interiores, sobre todo en la década de 1870, cuando trabajaba bajo la influencia de James Tissot y el movimiento estético.
En Hampstead Hill es considerado uno de los mejores trabajos de Grimshaw, ejemplificando su habilidad con diferentes fuentes de luz, capturando el ambiente del paso del crepúsculo a la noche. En su obra posterior, sus escenas urbanas bajo el crepúsculo o el alumbrado público macilento fueron muy populares entre sus clientes de clase media.

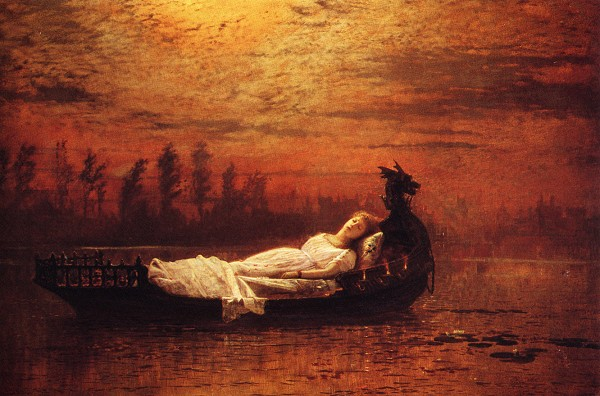
Elaine, 1877.

Entre sus últimos trabajos, incluyó escenas imaginadas de la Antigua Grecia y la Antigua Roma imperios griego y romano y pintó temas literarios de Longfellow y Alfred Tennyson incluyendo Elaine y La Dama de Shalott. (Incluso Grimshaw puso a sus hijos el nombre de personajes de los poemas de Tennyson).
En la década de 1880, Grimshaw mantuvo un estudio en Chelsea, no lejos del estudio de James Abbott McNeill Whistler. Después de visitar a Grimshaw, Whistler destacó "Me consideraba el inventor de los paisajes nocturnos hasta que contemplé los cuadros de claros de luna de Grimmy". A diferencia de las escenas nocturnas impresionistas de Whistler, Grimshaw trabajaba su vena realista: "nítidamente enfocadas, casi fotográficas". Sus cuadros fueron innovadores aplicando la tradición de las imágenes rurales a la luz de la luna, a la ciudad victoriana, pulsando "la lluvia y la bruma, los charcos de agua y el esmog de la Inglaterra industrial victoriana con una gran poesía".

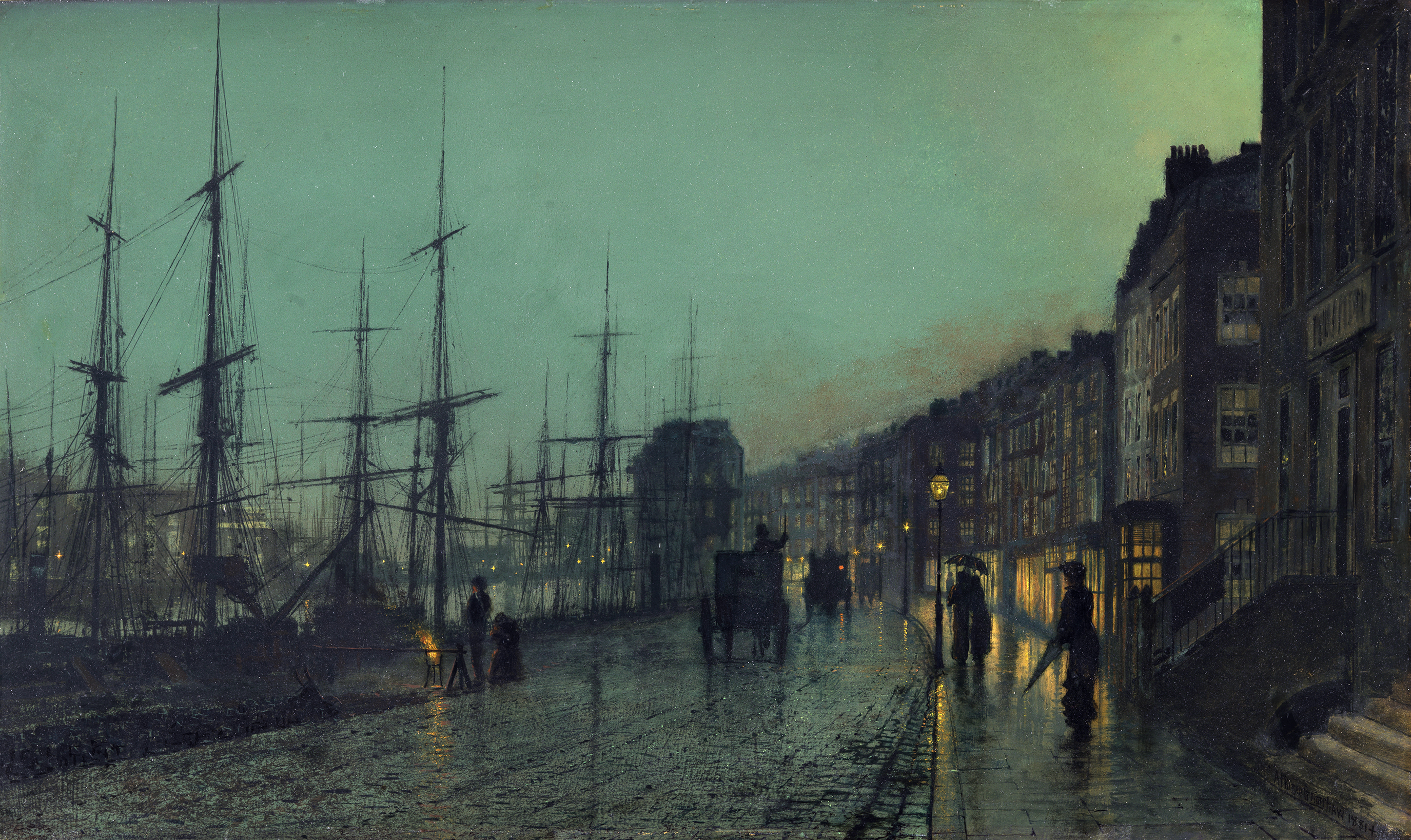
Barcos en el río Clyde (Shipping on the Clyde), 1881.

Los cuadros de Grimshaw muestran el mundo contemporáneo, pero evitan los aspectos sucios y deprimentes de las ciudades industriales. Barcos en el Clyde (Shipping on the Clyde), muestra los muelles victorianos de Glasgow y es una bella evocación lírica de la era industrial. Grimshaw transcribió la niebla y la bruma con tanta precisión como para capturar el frío en el aire húmedo y la humedad que penetra el pesado ropaje de las pocas figuras despiertas en la temprana mañana brumosa.
Mientras algunos artistas de la época, como Vincent Van Gogh y James Smetham, dejaron cartas y documentos que registraban sus trabajo y sus vidas, Grimshaw no dejó detrás de él cartas, diarios o documentos. Los estudiosos y los críticos tienen poco material sobre el que basar su comprensión de su vida y carrera artística.
Grimshaw fallecido en 1893, fue enterrado en el cementerio de Woodhouse Hill, Hunslet (Leeds). Su mayor reputación y legado se basa, principalmente, en sus paisajes urbanos. Hubo un resurgimiento del interés en su obra en la segunda mitad del siglo XX, con varias exposiciones dedicadas. Una exposición retrospectiva "Atkinson Grimshaw - Pintor de la luz de la luna" se desarrolló entre el 16 de abril y el 4 de septiembre de 2011 en la Mercer Art Gallery de Harrogate y, posteriormente, en la Guildhall Art Gallery de Londres.

### Datación
Una gran parte de sus obras se encuentran en museos de Leeds, pero también en otros muchos museos.

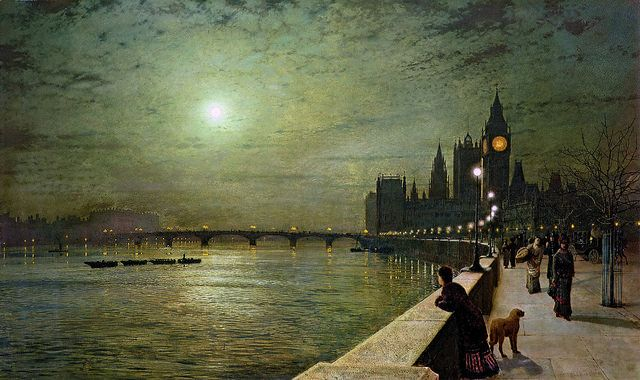
Reflejos en el Támesis, Westminster, 1880.

- 1862, A Dead Linnet, Museo de Leeds (LEEAG.1997.0040)
- 1862, Still-Life with Bird's Nest, Museo de Leeds (LEEAG.2000.0013.LACF)
- 1864, A Mossy Glen, Bankfield Museum en Halifax.
- 1865, The Bowder Stone, Borrowdale, Tate en Londres
- 1868, The Seal of the Covenant, Museo de Leeds (LEEAG.1947.0021.0001)
- 1869, Autumn Glory: The Old Mill, Cheshire, Museo de Leeds (LEEAG.1947.0021.0002)
- 1872, Tree Shadows on the Park Wall, Roundhay}}, Museo de Leeds (LEEAG.1972.0019)
- 1874, Portrait Head of Gertrude Grimshaw, Museo de Leeds (LEEAG.1983.0027)
- 1874, Carnet de croquis, Museo de Leeds (LEEAG.1980.0011.0002)
- 1877, The Rector's Garden: Queen of the Lilies, Harris Museum and Art Gallery en Preston
- Hacia 1877, Stapleton Park, Pontefract, Museo de Leeds (LEEAG.1980.0011.0006)
- 1879, In Peril}}, Museo de Leeds (LEEAG.1926.0702)
- 1879, The Harbour at Whitby by Moonlight, Walker Art Gallery en Liverpool
- 1880, Leeds Bridge, Museo de Leeds (LEEAG.1927.0756)
- 1880, Nightfall down the Thames, Museo de Leeds (LEEAG.1897.0059)
- 1880, Reflections on the Thames, Westminster, Museo de Leeds (LEEAG.1900.0181)
- Hacia 1880, Westminster Bridge and the Houses of Parliament, Museo de Leeds (LEEAG.1980.0011.0003)
- 1881, Boar Lane, Leeds, Museo de Leeds (LEEAG.2000.0017)
- 1882, View of Heath Street by Night, Tate
- 1882, Park Row, Leeds, Museo de Leeds (LEEAG.1987.0019)
- 1883, Fiamella, Cartwright Hall en Bradford
- 1884, The Thames by Moonlight from Southwark Bridge, The Guildhall Art Gallery
- 1884, Nightfall in Scarborough Harbour, Museo de Leeds (LEEAG.1926.0703)
- 1885, Portrait of Agnes Leefe, Museo de Leeds (LEEAG.1980.0011.0001)
- 1885, An Autumn Idyll, Russell-Cotes Museum en Bournemouth
- 1886, Iris}}, Museo de Leeds (LEEAG.1897.0057)
- 1886, Thames at Barnes, Museo de Leeds (LEEAG.1980.0011.0005)
- 1892, Boats at Anchor in an Estuary, Museo de Leeds (LEEAG.1964.0011)
- 1892 o 1893, Snow and Mist (Caprice in Yellow Minor), Museo de Leeds (LEEAG.2000.0063)
- 1893, Knostrop Cut, Leeds, Sunday Night, Museo de Leeds (LEEAG.1995.0020)

- Después de 1851, Boar Lane by Lamplight, Museo de Leeds (LEEAG.1989.0002)
- Después de 1856, The Tower of London, Museo de Leeds (LEEAG.1980.0011.0004)
- Después de 1868, On the Tees, near Barnard Castle, Museo de Leeds (LEEAG.1988.0030)
- Fecha desconocida, Golden Visions, Harris Museum and Art Gallery

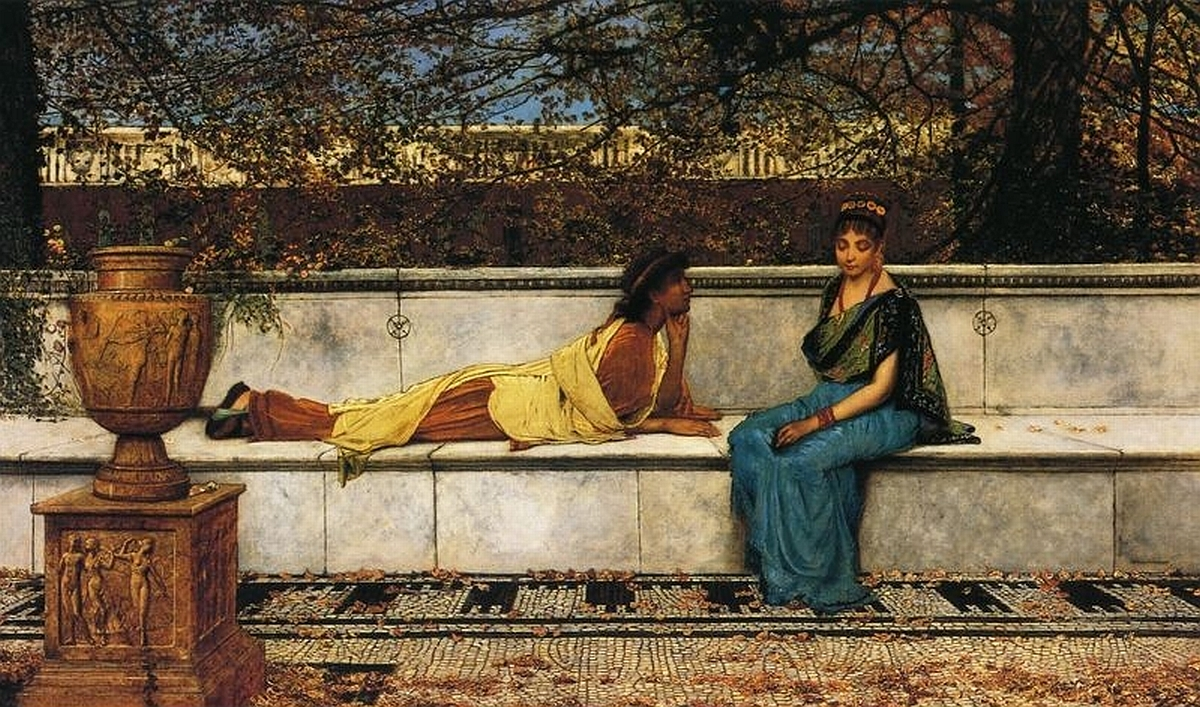
Two Thousand Years Ago, 1878
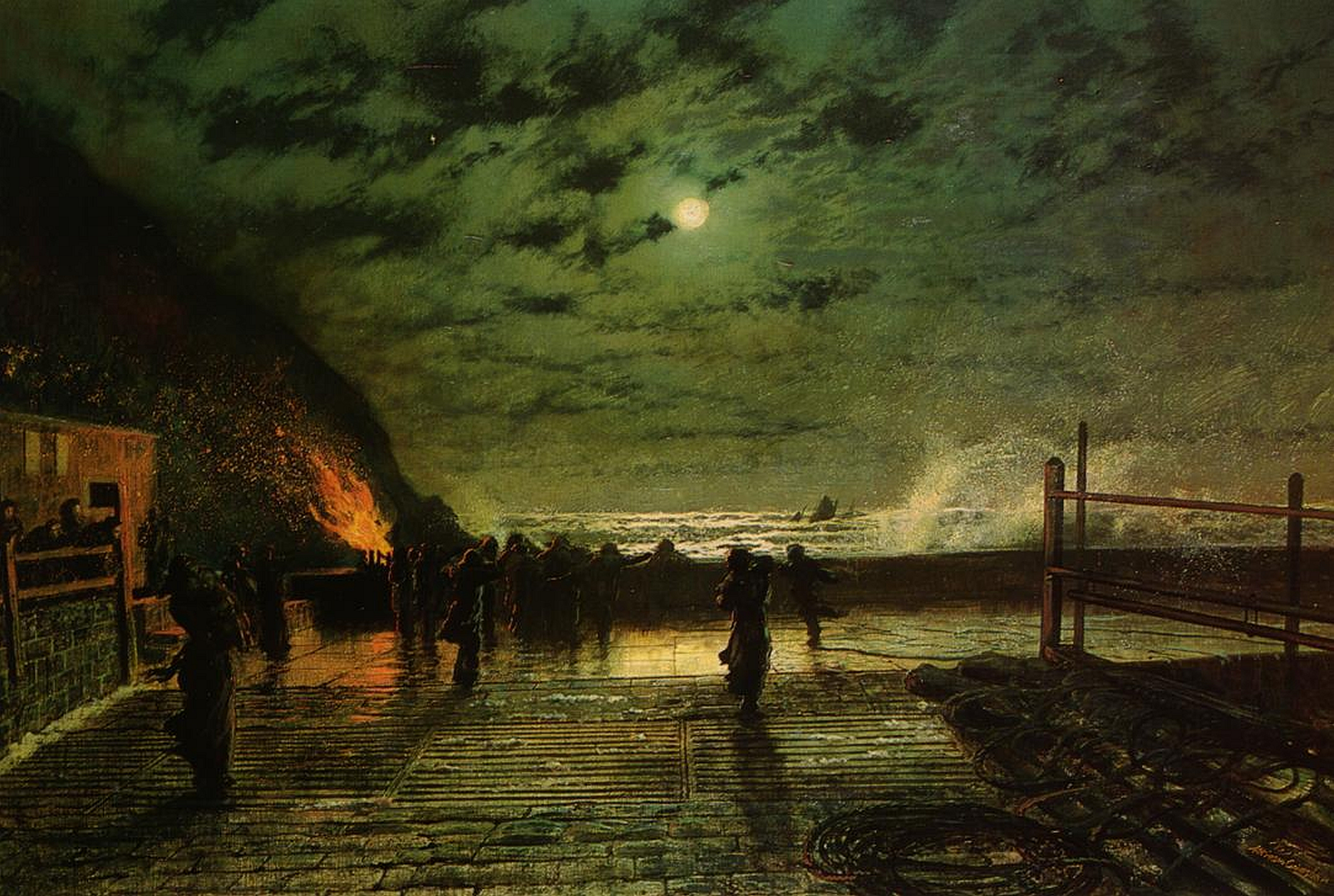
In Peril, 1879
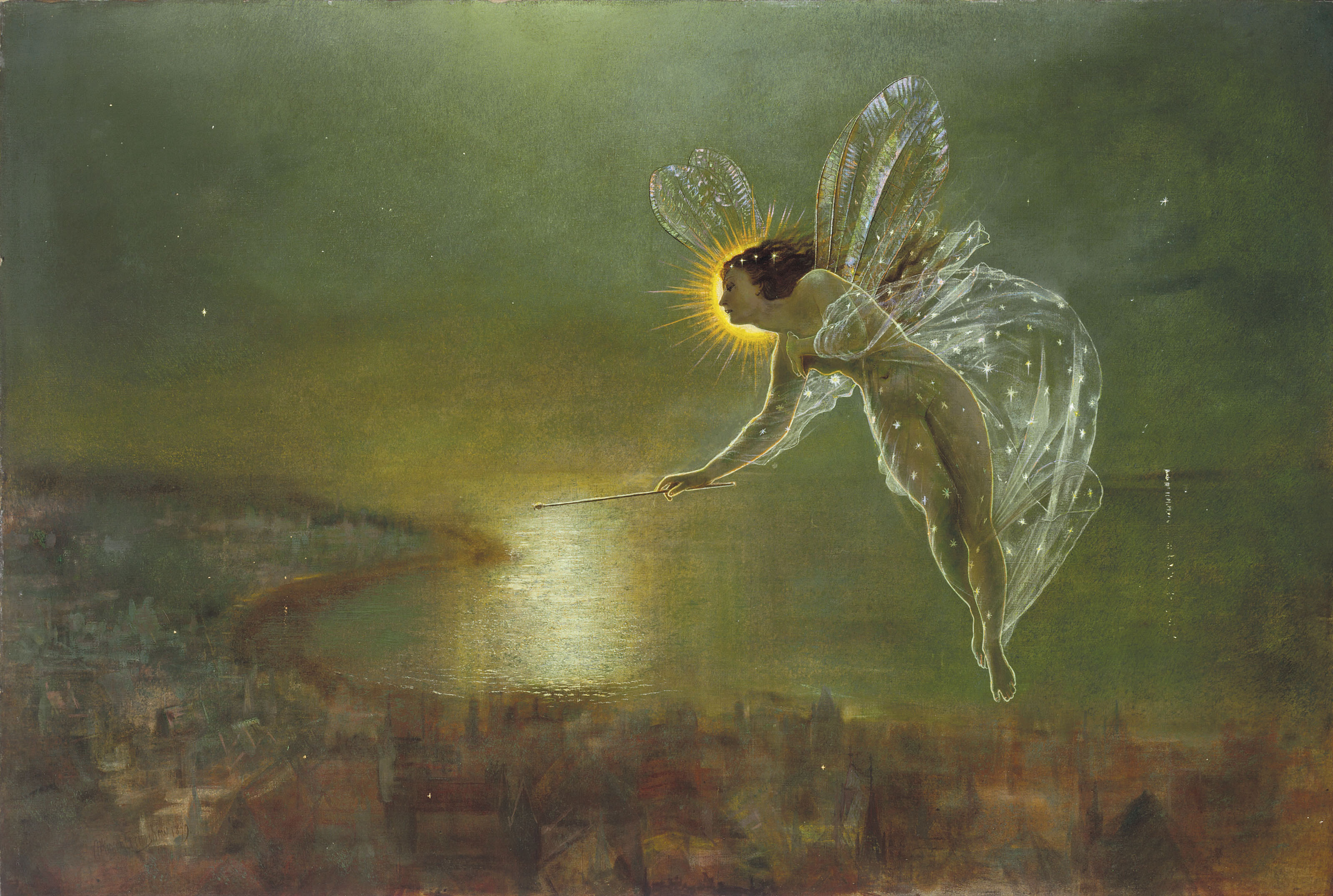
Spirit of the Night, 1879
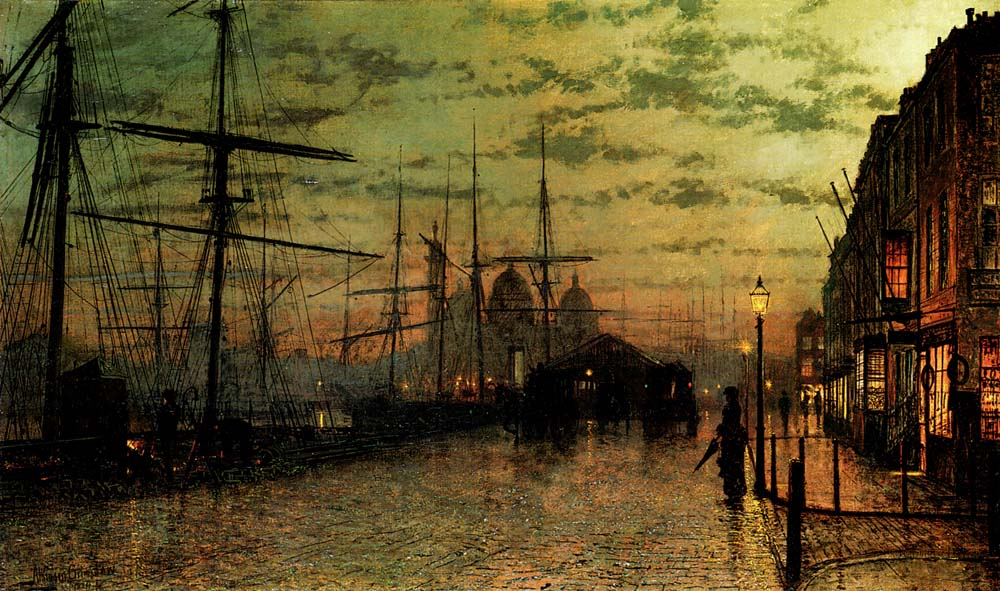
Humber Docks, Hull, 1884